# Herbert Grassler
Herbert Grassler (* 26. Mai 1973 in Wolfsberg) ist ein ehemaliger österreichischer Fußballspieler, der heute unter anderem als Fußballtrainer in Erscheinung tritt.

## Karriere
Der gebürtige Wolfsberger begann im Nachwuchs des Wolfsberger AC und dessen Lokalrivalen ATSV Wolfsberg, bei dem er bis Juli 1992 im Einsatz war. Danach wechselte er zum Erstligisten SK Sturm Graz. 1997/98 war er bei Austria Salzburg engagiert und wechselte im Sommer 1988 zum LASK in die österreichischen Bundesliga. Er blieb danach im Bundesland Oberösterreich, in dem er im Sommer 2002 zur SV Ried wechselte, wo er zwei Jahre lang tätig war. In der Winterpause 2003/04 spielte er in der Regionalliga Mitte bei der Union St. Florian, ebenfalls einem Klub in Oberösterreich. Im Juli 2005 kehrte er nach ins Lavanttal zurück, wo er vorerst für den SK St. Andrä bzw. die Spielgemeinschaft WAC/St. Andrä II spielte. Nachdem er einige Monate pausiert hatte, wechselte er im Winter 2009/10 zum benachbarten SC St. Stefan/Lavanttal, der zu dieser Zeit in einer Spielgemeinschaft mit dem SK Austria Klagenfurt als SG SK Austria Klagenfurt/SC St. Stefan/Lavanttal in Erscheinung trat. Davor bereits als Fußballtrainer tätig, beendete er seine aktive Karriere in weiterer Folge und konzentrierte sich auf seine Tätigkeit als Fußballtrainer bzw. seinem eigentlichen Beruf. In der Saison 2014/15 kehrte er noch einmal kurzzeitig in den aktiven Fußballsport zurück und absolvierte im Frühjahr 2015 drei Ligaspiele für die zweite Mannschaft des FC St. Michael/Lavanttal in der siebenklassigen 2. Klasse D.